# جسی دلن
جِسی بایرون دِلِن (به انگلیسی: Jesse Byron Dylan) (زاده ۶ ژانویه ۱۹۶۶) کارگردان و مدیر تولید فیلم آمریکایی است. او بنیانگذار شرکت تولید رسانه Wondros and Lybba است که یک سازمان غیرانتفاعی است. او همچنین عضو شورای روابط خارجی و TED است. او پسر باب دِلِن نوازنده و سارا لوندز مدل سابق و برادر جاکوب دیلن خواننده و ترانه‌سرا است.

## اوایل زندگی و تحصیلات
دِلِن در شهر نیویورک متولد شد و پسر ارشد باب دیلن موسیقیدان و سارا لوندز دِلِن است. پدر و مادر او از خانواده‌های یهودی هستند. خواهر و برادر او عبارتند از آنا لیا (متولد ۱۱ ژوئیه ۱۹۶۷)، ساموئل اسحاق آبراهام (متولد ۳۰ ژوئیه ۱۹۶۸) و یاکوب لوک (متولد ۹ دسامبر ۱۹۶۹). علاوه بر این، پدرش دختر سارا از ازدواج قبلی، ماریا لوندز (متولد. ۲۱ اکتبر ۱۹۶۱) را به فرزندی پذیرفت. باب و سارا دِلِن زمانی که جسی ۱۱ ساله بود از هم جدا شدند.
دِلِن در مدرسه فیلم دانشگاه نیویورک تحصیل کرد.

## فعالیت‌ها
دِلِن کار خود را با کارگردانی موزیک ویدیو برای مشتریانی از جمله تام ویتس، الویس کاستلو، تام پتی، لیتا فورد، Public Image Limited و لنی کراویتز آغاز کرد. دِلِن همچنین به خاطر ارائه عکس روی جلد آلبوم ماشین استخوانی ویتز در سال ۱۹۹۲ معروف است.

### بله ما می‌توانیم
در سال ۲۰۰۸، او موزیک ویدیوی «Yes We Can» را که برنده جایزه امی will.i.am شده بود، با الهام از کمپین باراک اوباما برای ریاست جمهوری کارگردانی کرد. این فیلم در سه روز ساخته شد و بیش از ۳۰ نفر از طرفداران مشهور سخنرانی امتیازدهی اولیه باراک اوباما در نیوهمپشایر را می‌خواندند. "Yes We Can" که در ابتدا در یوتیوب منتشر شد، تنها چند روز پس از انتشار بیش از ۲۶ میلیون بازدید داشت و در سال ۲۰۱۲ توسط AdAge به عنوان یکی از تأثیرگذارترین تبلیغات سیاسی در تمام دوران شناخته شد.

### کارهای دیگر
کار کارگردانی فیلم بلند او شامل کمدی‌هایی مانند لگدزنان و جیغ‌کشان با بازی ویل فرل و رابرت دووال، عروسی آمریکایی و چه ارتفاعی است. از دیگر پروژه‌های بلند می‌توان به مستند Crips and Bloods: Made in America اشاره کرد که فرهنگ باندها و خشونت‌های سیستمی را در جنوب لس آنجلس بررسی می‌کند. او این فیلم را برای کارگردان استیسی پرالتا تهیه کرد که اولین بار آن را در جشنواره فیلم ساندنس سال ۲۰۰۸ به نمایش گذاشت. دِلِن همچنین یک مجموعه تلویزیونی اصلی به نام «مکالمه با ریکی جی» را تولید و کارگردانی کرد که بر اساس تدبیر هنرمند دستی ریکی جی ساخته شده بود.

### لیبا
در سال ۲۰۰۷، دِلِن یک سازمان غیرانتفاعی Lybba را راه اندازی کرد که بر جنبش مراقبت‌های بهداشتی منبع باز متمرکز بود. به گفته شرکت Fast، این پروژه «آخرین داده‌های پزشکی تأیید شده را با شبکه‌های اجتماعی ترکیب می‌کند تا به بیماران و متخصصان مراقبت‌های بهداشتی اجازه دهد تا تصمیمات آگاهانه بگیرند.» هدف این پروژه «ایجاد یک مخزن مرکزی آنلاین اطلاعات پزشکی» است. از زمان تأسیس، لیبا با شٌرکایی مانند شبکه مراقبت مزمن مشارکتی (C3N) و ابتکار سیستم‌های توسعه اولیه (EDSI) کار کرده‌است.

### سوروس
در سال ۲۰۲۰، دِلِن کارگردان و تهیه‌کننده اجرایی «سوروس» بود که تاریخچه شخصی و فعالیت‌های عمومی جورج سوروس، سرمایه‌گذار و بشردوست میلیاردر را بررسی می‌کرد.

## زندگی شخصی
دِلِن از سیزِن ترِیلا، که از او یک پسر و یک دختر دارد، جدا شده‌است.